# Rádio Jihlava
Rádio Jihlava je soukromá rozhlasová stanice působící v Jihlavě a blízkém okolí. Začala vysílat 1. června 2009 ze studia v jihlavském nákupním centru City Park. Signál šíří na jediném FM kmitočtu 101,1 MHz výkonem 630 wattů z vodárny v Hosově a také prostřednictvím internetového streamu. Rádio Jihlava je hudebně-zábavní stanice se zpravodajským a informačním servisem s důrazem na regionální události z Jihlavska a Vysočiny.

## Formát
- cílová skupina 30–50 let s přesahem 25–55 let
- minimálně 10 % podíl mluveného slova
- AC formát staršího data – melodická hudební náplň stanice, největší hity domácího i světového folku a country, světový a domácí pop a soft rock
- zpravodajství s důrazem na informace především z města Jihlavy, z regionu Českomoravské vrchoviny – Vysočiny a blízkého okolí – politika, život v regionu, doprava, kultura, počasí sport
- důraz na informace z oblasti národnostních, etnických a jiných menšin

## Historie
- 3. června 2008 Rada pro rozhlasové a televizní vysílání udělila licenci NONSTOP s.r.o. na provozování Rádia Jihlava
- v lednu 2009 byl pověřen Petr Zettner přípravou projektu, sestavením týmu a zkušebním vysíláním[2]
- 1. června 2009 bylo zahájeno regulérní vysílání
- 1. října 2013 Rada pro rozhlasové vysílání schválila zesílení vysílacího výkonu z 250 W na 630 W
- v roce 2017 se Rádio Jihlava stalo podle Radioprojektu nejposlouchanější rozhlasovou stanicí na Jihlavsku
- v roce 2018 se Rádio Jihlava přestěhovalo z prostor obchodního centra City park Jihlava do Brna, konkrétně na ulici Gorkého odkud aktuálně vysílá

## Programové schéma
PONDĚLÍ–PÁTEK

07.00 – 09.00	Ranní Jam na Rádiu Jihlava s Milanem Krobotem

09.00 – 11.00	Dopoledne na Jihlavě s Petrou Hlávkovou

11.00 – 14.00	Fugas na Rádiu Jihlava

14.00 – 16.00	Odpoledne na Jihlavě s Káťou Horákovou

16.00 – 19.00	Fugas na Rádiu Jihlava

SOBOTA

09.00 – 14.00	Sobotní siesta s Míšou Rotterovou

14.00 – 19.00	Víkend na Jihlavě s Káťou Horákovou 

NEDĚLE

09.00 – 14.00	Fugas na Rádiu Jihlava

14.00 – 19.00	Víkend na Jihlavě s Káťou Horákovou 